# Большой Полсвиж (Лепельский район)
Большой Полсвиж (бел. Вялі́кі По́ўсвіж) — агрогородок в Лепельском районе Витебской области Республики Беларусь. В составе Лепельского сельсовета.

## География
Расположен в нескольких километрах от Лепеля. Расположено вдоль озера Полсвиж, недалеко озеро Долгое. Пролегают автодороги Н2800, Н2838.

## История
С 1905 года Заболотской волости Лепельского уезда Витебской губернии.
В 2005 году деревня Большой Полсвиж преобразована в агрогородок.

## Население

### Численность
- 2009 год — 530 жителей

### Динамика
- 1999 год — 522 жителей (перепись населения)
- 2009 год — 530 жителей (перепись населения)[3]

## Культура
- Дом культуры
- Библиотека
- Музей

В 2023 году постановлением Министерства культуры Республики Беларусь от 30 мая 2023 года № 80 статус нематериальной историко-культурной ценности присвоен элементу «Культура белорусской дуды на Витебщине» в аг. Большой Полсвиж —  Историко-культурная ценность Республики Беларусь, .

## Достопримечательность
- Памятник землякам.
- Памятник воинам-освободителям
- Могилы воинов-интернационалистов Василия и Михаила Жерносеков